# Mónica Olvera de la Cruz
Mónica Olvera de la Cruz es una física teórica de la materia blanda estadounidense y francesa, nacida en México. Es profesora de Ciencia e Ingeniería de Materiales y Profesora de Química, así como Profesora de Física y Astronomía e Ingeniería Química y Biológica en la Universidad Northwestern.

## Trayectoria
Olvera de la Cruz obtuvo su Licenciatura en Física en la UNAM, México, en 1981, y su Ph.D. en Física de la Universidad de Cambridge, Reino Unido, en 1985. Ha sido docente de la Universidad Northwestern desde 1986. De 1995 a 1997, trabajó como científica senior en el Commissariat a l'Energie Atomique, Centre de'Etude, Saclay, Francia. Olvera de la Cruz es miembro de la Academia Nacional de Ciencias de Estados Unidos así como de la Sociedad Filosófica Estadounidens y miembro de la Academia Estadounidense de Artes y Ciencias y de la Sociedad Estadounidense de Física.
Dirigió el Centro de Investigación de Materiales del Noroeste de 2006 a 2013. Actualmente es Directora del Centro de Computación y Teoría de Materiales Blandos (CCTSM) de la Universidad Northwestern.

## Investigación
Olvera de la Cruz ha desarrollado métodos novedosos para analizar sistemas complejos y, en particular, electrolitos moleculares. Explicó las limitaciones asociadas con la separación de largas cadenas de ADN mediante dinámica de electroforesis en gel, que fue de gran importancia para el Proyecto Genoma Humano.
Olvera de la Cruz descubrió que los contraiones inducen la precipitación de polielectrolitos fuertemente cargados al incluir correlaciones electrostáticas en el análisis. Su trabajo proporcionó un modelo completamente revisado de efectos electrostáticos en electrolitos complejos y en medios dieléctricamente heterogéneos.
Ha descrito la aparición de formas y patrones en membranas y en mezclas complejas de múltiples componentes. Ella y sus estudiantes y postdoctorados descubrieron que la electrostática conduce a la ruptura espontánea de la simetría en membranas iónicas como las cápsides virales (por las que recibieron el Premio Cozzarelli 2007) y en fibras.
También demostraron la aparición espontánea de varias geometrías poliédricas regulares e irregulares en membranas cerradas con propiedades elásticas no homogéneas, como microcompartimentos bacterianos, incluidos los carboxisomas, a través de un mecanismo que explica las formas observadas en capas cristalinas formadas por más de un componente, como como arqueas y envolturas de paredes de orgánulos, así como en vesículas iónicas.
Al simular cristales de nanopartículas funcionalizadas con ADN con enlaces complementarios que contienen nanopartículas pequeñas y grandes, el grupo de Olvera de la Cruz descubrió la "metalicidad" de los cristales coloidales mediante la cual los coloides pequeños se deslocalizan dentro de una estructura cristalina más grande. Observaron que la transición del estado localizado al deslocalizado es análoga a una transición aislante-metal. Recientemente, ella y sus alumnos, demostraron que la transición de localización-deslocalización está impulsada por fonones. Además, cuando una transición de localización-deslocalización va acompañada de una transición de fase cristalina, se parece mucho a una transición de Peierls. Esta transición también se encuentra en cristales coloidales con carga opuesta, que se asemejan a la fusión de la subred en los superiónicos atómicos.
Olvera de la Cruz y Qiao descubrieron que la unión del dominio de unión al receptor (RBD) de la proteína de pico del SARS-CoV-2 al receptor de células humanas hACE2 se puede disminuir fuertemente mutando o bloqueando el sitio de escisión polibásico (conocido como sitio escisión de furina), proporcionando un mecanismo para disminuir la infección por COVID 19, como se demostró posteriormente experimentalmente.

## Reconocimientos
- 1989 Beca de la  Fundación David y Lucile Packard en Ciencias e Ingeniería.[27]
- 1990 Beca Alfred P. Sloan.[28]
- 1990 Premio Presidencial al Joven Investigador de laFundación Nacional de Ciencias.[29]
- 2001 Miembro electo de la Sociedad Estadounidense de Física [30]
- Premio Cozzarelli 2007, Actas de la Academia Nacional de Ciencias (PNAS).
- 2010 Becario de la Facultad de Ingeniería y Ciencias de la Seguridad Nacional.[31]
- 2010 Miembro de la Academia Estadounidense de Artes y Ciencias.[32][33]
- 2012 Miembro de la Academia Nacional de Ciencias.[34]
- Premio de Física de Polímeros 2017[35]
- 2020 Miembro de la Sociedad Filosófica Estadounidense [36]
- 2020 Mérito Guillermo Soberón[37]
- 2023 Medalla Mulliken y Premio de la Universidad de Chicago[38]

## Política y servicio público
Olvera de la Cruz estuvo en el Comité Asesor de Ciencias Energéticas Básicas del Departamento de Energía de EE. UU. de 2012 a 2022, y ha estado en el Consejo Nacional de Investigación de Estados Unidos desde 2005. De 2005 a 2008 formó parte del Comité Asesor de la Dirección de Ciencias Físicas y Matemáticas de la Fundación Nacional de Ciencias. Forma parte de los consejos asesores del Instituto Max Planck para la Investigación de Polímeros en Mainzy de la Ecole Supérieure de Physique et Chimie Industrielle de la ville de Paris (ESPECCI Paris). Actualmente forma parte del consejo editorial de las Actas de la Academia Nacional de Ciencias de los Estados Unidos de América, y es miembro del Patronato de las Conferencias de Investigación Gordon. Ha sido editora senior de la revista ACS Central Science (2015-2022).